# Ньюэллс Олд Бойз
«Нью́эллс Олд Бойз» (полное название — исп. Club Atlético Newell's Old Boys, испанское произношение: [ˈkluβ aˈtletiko ˈɲuls olˈβois]) — аргентинский футбольный клуб из города Росарио. Иногда команду называют просто «Ньюэллс» или по аббревиатуре — НОБ. Клуб шесть раз становился чемпионом Аргентины и дважды доходил до финала Кубка Либертадорес (оба раза проиграл). 40 % жителей Росарио болеют за этот клуб.

## История

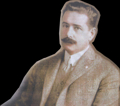
Клаудио Ньюэлл, основатель клуба

Клуб получил своё название и в честь их руководителя, английского иммигранта Исаака Ньюэлла. Соответственно название клуба переводится как «Старички Ньюэлла». Лидером у этих выпускников был сын Исаака, Клаудио Ньюэлл, который и считается основателем «Ньюэллс». Именно «Сентраль» стал самым большим соперником для команды.
Цвета команда взяла из британского и немецкого (жена Ньюэлла была немкой) флага — красный и чёрный соответственно. Интересно происхождение прозвища клуба — «Прокажённые» — в 1920-х годах НОБ согласился провести благотворительный матч в пользу клиники прокажённых. Соперник — «Росарио» — отказался играть такой матч, так что матч не состоялся, а оба клуба получили свои прозвища («Росарио» за отказ прозвали «негодяи»).
Впервые НОБ стал чемпионом в Кубке страны и дважды дойдя до финала Кубка Либертадорес. В 1988 году НОБ выиграл крупный международный турнир, названный Малым Кубком Мира, в котором принимали участие также «Милан», «Ривер Плейт», «Ювентус» и «Манчестер Юнайтед».
Свой пятый чемпионский титул команда завоевала в 2004 году, выиграв Апертуру. Примечательно, что в составе «Ньюэллс» выступали футболисты обеих сборных, дошедших до финала олимпийского футбольного турнира в Афинах — Мауро Росалес (олимпийский чемпион в составе сборной Аргентины) и Хусто Вильяр (серебряный призёр в составе сборной Парагвая).
Воспитанником именно этого клуба является Лионель Месси.

## Достижения
- Чемпионы Аргентины (6): 1974 (Метрополитано), 1987/88, 1990/91, 1992 (Клаусура), 2004 (Апертура), 2013 (Финаль)
- Обладатель Кубка Никасио Вилы (9): 1907, 1909, 1910, 1911, 1913, 1918, 1921, 1922, 1929
- Финалист Кубка Либертадорес (2): 1988, 1992